# یوریس نیونهایس
یوریس نیونهایس (هلندی: Joris Nieuwenhuis؛ زادهٔ ۱۱ فوریهٔ ۱۹۹۶) دوچرخه‌سوار اهل هلند است.
از باشگاه‌هایی که در آن رکاب زده‌است می‌توان به تیم دوچرخه‌سواری رابوبانک دولوپمنت اشاره کرد.
وی در مسابقات کشوری و بین‌المللی در مجموع برندهٔ ۱ مدال طلا شده‌است.